# サマーバード
サマーバード（Summer Bird、2006年4月7日 - 2013年12月23日）はアメリカ合衆国の競走馬である。おもな勝ち鞍は2009年のベルモントステークス、トラヴァーズステークス、ジョッキークラブゴールドカップステークス。

## 戦績
2009年3月にデビューすると2戦目で勝ち上がり、アーカンソーダービーに出走、7番人気ながら3着と好走する。ケンタッキーダービーでマインザットバードから13馬身離された6着になると、距離の短くなるプリークネスステークスを回避した。鞍上にケント・デザーモをむかえベルモントステークスに出走、中団から脚を伸ばして早めに抜け出したマインザットバードを差しきって勝利した。重賞・G1競走初勝利とともに父バードストーンとの父仔制覇を果たした。また、デザーモはケンタッキーダービー・プリークネスステークスの二冠はリアルクワイエットとビッグブラウンで達成していたが、ベルモントステークスはいずれも敗れており、雪辱を果たす結果となった。
次走のハスケルインビテーショナルハンデキャップではプリークネスステークスを制した牝馬レイチェルアレクサンドラとの初対戦となったが、6馬身離された2着となった。続くトラヴァーズステークスではマインザットバード、レイチェルアレクサンドラが回避したためクラシック競走未出走のクオリティロードやケンセイとの対戦が注目された。クオリティロードに次ぐ2番人気に推されるとホールドミーバックを3馬身2分の1離し勝利、ベルモントステークスに続きバードストーンとの父仔制覇となった。続くジョッキークラブゴールドカップステークスでは古馬との初対戦となったが1番人気に支持され、クオリティロードに1馬身差をつけ連勝でG1競走3勝目を挙げた。迎えた大一番、ブリーダーズカップ・クラシックでは無敗の牝馬ゼニヤッタ、欧州から来たリップヴァンウィンクルに続く3番人気となるが、ゼニヤッタ、芝G1馬のジオポンティ、トゥワイスオーヴァーの4着に敗れた。次走にはアメリカ三冠レース優勝馬としては初の挑戦となるジャパンカップダートが予定され、11月19日に来日して調整が行われていたが
、11月29日の調教後に右第3中手骨を骨折し、出走を回避することになった。
2010年2月9日、馬主のK.K.ジャラヤマンは「アイス調教師とはうまくコミュニケーションがとれない」として、アイス厩舎にあずけていたサマーバードを含む25頭をすべて転厩させると発表した。サマーバードはアフリートアレックスなどを管理したティム・リッチー厩舎に移動した。復帰戦へ向け乗り運動を再開したが、患部のX線撮影を行った結果合併症が発見され、本格的な調教を行うのは無理と診断され陣営で協議して現役続行を諦め引退が決定した。引退後は種牡馬となっている。2012年11月、日本軽種馬協会が購買契約を結んだ。
2013年12月23日、変位疝により死亡。

## 競走成績
| 出走日     | 競馬場             | 競走名               | 格 | 距離  | 着順 | 騎手       | 着差      | 1着（2着）馬     |
| ---------- | ------------------ | -------------------- | -- | ----- | ---- | ---------- | --------- | ---------------- |
| 2009.03.01 | オークローンパーク | メイドン             |    | D6f   | 4着  | C.ロジアー | 1馬身     | Nemo Landing     |
| 2009.03.19 | オークローンパーク | メイドン             |    | D8.5f | 1着  | C.ロジアー | 2 1/4馬身 | (Luv Gov)        |
| 2009.04.11 | オークローンパーク | アーカンソーダービー | G2 | D9f   | 3着  | C.ロジアー | 1 1/4馬身 | Papa Clem        |
| 2009.05.02 | チャーチルダウンズ | ケンタッキーダービー | G1 | D10f  | 6着  | C.ロジアー | 13馬身    | Mine That Bird   |
| 2009.06.06 | ベルモントパーク   | ベルモントS          | G1 | D12f  | 1着  | K.デザーモ | 2 3/4馬身 | (Dunkirk)        |
| 2009.08.02 | モンマスパーク     | ハスケル招待H        | G1 | D9f   | 2着  | K.デザーモ | 6馬身     | Rachel Alexandra |
| 2009.08.29 | サラトガ           | トラヴァーズS        | G1 | D10f  | 1着  | K.デザーモ | 3 1/2馬身 | (Hold Me Back)   |
| 2009.10.03 | ベルモントパーク   | ジョッキークラブ金杯 | G1 | D10f  | 1着  | K.デザーモ | 1馬身     | (Quality Road)   |
| 2009.11.08 | サンタアニタパーク | BCクラシック         | G1 | AW10f | 4着  | K.デザーモ | 3馬身     | Zenyatta         |

### 受賞
- 2009年度エクリプス賞最優秀3歳牡馬

## 主な産駒
- Birdatthewire（ラブレアステークス）[6]

## 血統表
| サマーバード (Summer Bird)の血統（ファピアノ系 / Storm Bird 3×3=25.00%、Northern Dancer 4×4･5=15.63%） | サマーバード (Summer Bird)の血統（ファピアノ系 / Storm Bird 3×3=25.00%、Northern Dancer 4×4･5=15.63%） | サマーバード (Summer Bird)の血統（ファピアノ系 / Storm Bird 3×3=25.00%、Northern Dancer 4×4･5=15.63%） | （血統表の出典）      | （血統表の出典） |
| 父 Birdstone 2001 鹿毛                                                                                 | 父の父Grindstone 1993 黒鹿毛                                                                           | Unbridled                                                                                              | Fappiano              | Fappiano         |
| 父 Birdstone 2001 鹿毛                                                                                 | 父の父Grindstone 1993 黒鹿毛                                                                           | Unbridled                                                                                              | Gana Facil            |                  |
| 父 Birdstone 2001 鹿毛                                                                                 | 父の父Grindstone 1993 黒鹿毛                                                                           | Buzz My Bell                                                                                           | Drone                 | Drone            |
| 父 Birdstone 2001 鹿毛                                                                                 | 父の父Grindstone 1993 黒鹿毛                                                                           | Buzz My Bell                                                                                           | Chateaupavia          |                  |
| 父 Birdstone 2001 鹿毛                                                                                 | 父の母Dear Birdie 1987 栗毛                                                                            | Storm Bird                                                                                             | Northern Dancer       | Northern Dancer  |
| 父 Birdstone 2001 鹿毛                                                                                 | 父の母Dear Birdie 1987 栗毛                                                                            | Storm Bird                                                                                             | South Ocean           |                  |
| 父 Birdstone 2001 鹿毛                                                                                 | 父の母Dear Birdie 1987 栗毛                                                                            | Hush Dear                                                                                              | Silent Screen         | Silent Screen    |
| 父 Birdstone 2001 鹿毛                                                                                 | 父の母Dear Birdie 1987 栗毛                                                                            | Hush Dear                                                                                              | You All               |                  |
| 母 Hong Kong Squall 1996 栗毛                                                                          | 母の父Summer Squall 1987 鹿毛                                                                          | Storm Bird                                                                                             | Northern Dancer       | Northern Dancer  |
| 母 Hong Kong Squall 1996 栗毛                                                                          | 母の父Summer Squall 1987 鹿毛                                                                          | Storm Bird                                                                                             | South Ocean           |                  |
| 母 Hong Kong Squall 1996 栗毛                                                                          | 母の父Summer Squall 1987 鹿毛                                                                          | Weekend Surprise                                                                                       | Secretariat           | Secretariat      |
| 母 Hong Kong Squall 1996 栗毛                                                                          | 母の父Summer Squall 1987 鹿毛                                                                          | Weekend Surprise                                                                                       | Lassie Dear           |                  |
| 母 Hong Kong Squall 1996 栗毛                                                                          | 母の母Hong Kong Jade 1991 栗毛                                                                         | Alysheba                                                                                               | Alydar                | Alydar           |
| 母 Hong Kong Squall 1996 栗毛                                                                          | 母の母Hong Kong Jade 1991 栗毛                                                                         | Alysheba                                                                                               | Bel Sheba             |                  |
| 母 Hong Kong Squall 1996 栗毛                                                                          | 母の母Hong Kong Jade 1991 栗毛                                                                         | Ruby Slippers                                                                                          | Nijinsky II           | Nijinsky II      |
| 母 Hong Kong Squall 1996 栗毛                                                                          | 母の母Hong Kong Jade 1991 栗毛                                                                         | Ruby Slippers                                                                                          | Moon Glitter F-No.3-o |                  |

- アンブライドルド（ケンタッキーダービー）、グラインドストーン（ケンタッキーダービー）、バードストーン（ベルモントステークス）、サマーバード（ベルモントステークス）と4代続けてアメリカクラシック競走に勝利している。
- 3代母Ruby Slippersの子孫にタピット、タガノディグオ。